# Tobias Linderoth
Tobias Jan Håkan Linderoth (n. 21 aprilie 1979, Marsilia, Franța) este un fost fotbalist suedez care juca pe postul de mijlocaș.

## Palmares

### Club
FC Copenhaga
- Superliga Daneză: 2005–06, 2006–07
- Liga Regală: 2004–05, 2005–06

Galatasaray
- Süper Lig: 2007–08
- Supercupa Turciei: 2008

### Individual
- Cel mai bun mijlocaș suedez: 2006, 2007
- Jucătorul anului la FC Copenhaga: 2006

## Goluri internaționale
| Linderoth – goluri pentru Suedia | Linderoth – goluri pentru Suedia | Linderoth – goluri pentru Suedia           | Linderoth – goluri pentru Suedia | Linderoth – goluri pentru Suedia | Linderoth – goluri pentru Suedia | Linderoth – goluri pentru Suedia |
| #                                | Data                             | Stadion                                    | Oponent                          | Scor                             | Rezultat                         | Competiția                       |
| -------------------------------- | -------------------------------- | ------------------------------------------ | -------------------------------- | -------------------------------- | -------------------------------- | -------------------------------- |
| 1.                               | 17 February 2001                 | Stadionul Supachalasai, Bangkok, Thailanda | China                            | 0–2                              | 0–3                              | Cupa Regelui                     |
| 2.                               | 26 May 2008                      | Ullevi, Göteborg, Suedia                   | Slovenia                         | 1–0                              | 1–0                              | Meci amical                      |

## Statistici carieră
| Club          | Sezon         | Campionat | Campionat | Cupă            | Cupă            | Europa  | Europa | Total   | Total  |
| Club          | Sezon         | Meciuri   | Goluri    | Meciuri         | Goluri          | Meciuri | Goluri | Meciuri | Goluri |
| Suedia        | Suedia        | Campionat | Campionat | Svenska Cupen   | Svenska Cupen   | Europa  | Europa | Total   | Total  |
| ------------- | ------------- | --------- | --------- | --------------- | --------------- | ------- | ------ | ------- | ------ |
| Hässleholm    | 1995          | 7         | 0         |                 |                 | –       | –      | 7       | 0      |
| Hässleholm    | Total         | 7         | 0         | 0               | 0               | —       | —      | 7       | 0      |
| Elfsborg      | 1996          | 10        | 0         |                 |                 | –       | –      | 10      | 0      |
| Elfsborg      | 1997          | 25        | 1         |                 |                 | –       | –      | 25      | 1      |
| Elfsborg      | 1998          | 22        | 3         |                 |                 | –       | –      | 22      | 3      |
| Elfsborg      | Total         | 57        | 4         | 0               | 0               | —       | —      | 57      | 4      |
| Norvegia      | Norvegia      | Campionat | Campionat | Cupa Norvegiei  | Cupa Norvegiei  | Europa  | Europa | Total   | Total  |
| Stabæk        | 1999          | 23        | 3         | 3               | 0               | 2       | 0      | 28      | 3      |
| Stabæk        | 2000          | 24        | 4         | 0               | 0               | 3       | 1      | 27      | 5      |
| Stabæk        | 2001          | 21        | 2         | 3               | 0               | –       | –      | 24      | 2      |
| Stabæk        | Total         | 68        | 9         | 6               | 0               | 5       | 1      | 79      | 10     |
| Anglia        | Anglia        | Campionat | Campionat | FA Cup          | FA Cup          | Europa  | Europa | Total   | Total  |
| Everton       | 2001–02       | 8         | 0         | 3               | 0               | –       | –      | 11      | 0      |
| Everton       | 2002–03       | 5         | 0         | 1               | 0               | –       | –      | 6       | 0      |
| Everton       | 2003–04       | 27        | 0         | 2               | 1               | –       | –      | 29      | 1      |
| Everton       | Total         | 40        | 0         | 6               | 1               | —       | —      | 46      | 1      |
| Danemarca     | Danemarca     | Campionat | Campionat | Cupa Danemarcei | Cupa Danemarcei | Europa  | Europa | Total   | Total  |
| Copenhaga     | 2004–05       | 29        | 0         | 4               | 0               | 0       | 0      | 33      | 0      |
| Copenhaga     | 2005–06       | 29        | 1         | 2               | 0               | 4       | 0      | 35      | 1      |
| Copenhaga     | 2006–07       | 24        | 3         | 3               | 0               | 10      | 1      | 37      | 4      |
| Copenhaga     | Total         | 82        | 4         | 9               | 0               | 14      | 1      | 105     | 5      |
| Turcia        | Turcia        | Campionat | Campionat | Türkiye Kupası  | Türkiye Kupası  | Europa  | Europa | Total   | Total  |
| Galatasaray   | 2007–08       | 7         | 0         | 0               | 0               | 5       | 1      | 12      | 1      |
| Galatasaray   | 2008–09       | 2         | 0         | 0               | 0               | 1       | 0      | 3       | 0      |
| Galatasaray   | 2009–10       | 4         | 0         | 3               | 0               | 3       | 0      | 10      | 0      |
| Galatasaray   | Total         | 13        | 0         | 3               | 0               | 9       | 1      | 25      | 1      |
| Total carieră | Total carieră | 267       | 17        | 24              | 1               | 28      | 3      | 319     | 21     |

- Also played 22 (2004–05, 2005–06, 2006–07) Royal League matches where he scored 1 goal.
- Also played 3 (2005, 2006) Tele2 LigaCup matches (unofficial).

| Suedia | Suedia  | Suedia |
| An     | Meciuri | Goluri |
| ------ | ------- | ------ |
| 1999   | 1       | 0      |
| 2000   | 2       | 0      |
| 2001   | 13      | 1      |
| 2002   | 12      | 0      |
| 2003   | 3       | 0      |
| 2004   | 14      | 0      |
| 2005   | 10      | 0      |
| 2006   | 11      | 0      |
| 2007   | 7       | 0      |
| 2008   | 3       | 1      |
| Total  | 76      | 2      |